# Hoplolabis serratofalcata
Hoplolabis serratofalcata là một loài ruồi trong họ Limoniidae. Chúng phân bố ở miền Cổ bắc.